# 马坦皮什
马坦皮什（法語：Martinpuich）是法国北部-加来海峡大区加来海峡省的一个市镇，属于阿拉斯区巴波姆县。该市镇2009年时的人口为196人。

## 人口
马坦皮什人口变化图示
| 数据来源：INSEE |